# Up Up Girls (2)
Up Up Girls (2) (アップアップガールズ（2）, UP UP GIRLS kakko NIKI), est un groupe pop féminin formé en 2017 à la suite d'une audition pour le groupe Up Up girls (kari). Le groupe est au départ composé de cinq idoles japonaises. Elles sont sous le label T-Palette Records.

## Histoire

### En 2017
Le 25 février, quatre candidates sont sélectionnées a l'issue d'une audition pour les Up Up Girls (kari) : Chinatsu Takahagi, Riko Hashimura, Aya Kajishima, et Mayu Yoshikawa. Le 18 mars, un cinquième membre est ajouté : Rin Nakaoki. 
Elles participent au single Upper Disco / Forever Young  des Up Up Girls sorti en mai avant de débuter avec leur single Sun! ×3 / Ni no ashi Dancing en août. 

### En 2018
En avril, Chihiro Nakagawa et Honoka Sasaki ont été annoncés en tant que nouveaux membres. Entre septembre et novembre, elles ont eu leur première tournée de concert.
Le 11 décembre, Rin Nakaoki a annoncé son départ, effectif au 31 décembre.

### En 2019
En mars, le résultats des auditions a été annoncé au théâtre AKIBA Cultures. Trois nouveaux membres, Yuria Shimazaki, Ami Niikura et Niina Morinaga ont rejoint le groupe. 
Le 21 juin, Riko Hashimura a annoncé qu'elle quittera le groupe le 29 juillet et qu'elle se retirerait du monde du divertissement.

## Membres
| Nom               | En kanji     | Surnom    | Date de naissance | Âge    | Lieu de naissance | Couleur | Génération | Remarques |
| ----------------- | ------------ | --------- | ----------------- | ------ | ----------------- | ------- | ---------- | --------- |
| Chinatsu Takahagi | 髙萩千夏     | Chinachan | 4 juillet 1997    | 27 ans | Fukushima         | Rose    | 1e         | Leader    |
| Aya Kajishima     | 鍛治島彩     | Kajii     | 21 juillet 1999   | 25 ans | Chiba             | Bleu    | 1e         |           |
| Honoka Sasaki     | 佐々木ほのか | Hoochan   | 30 janvier 2006   | 19 ans | Fukuoka           | Rouge   | 2e         |           |
| Yuria Shimazaki   | 島崎友莉亜   | Shimachan | 22 novembre 2002  | 22 ans | Kanagawa          | Vert    | 3e         |           |
| Ami Niikura       | 新倉愛海     | Amita     | 1er juin 2003     | 21 ans | Kanagawa          | Orange  | 3e         |           |

Ex-membres
| Nom              | En kanji | Surnom  | Date de naissance | Âge    | Lieu de naissance | Couleur | Génération | Départ          |
| ---------------- | -------- | ------- | ----------------- | ------ | ----------------- | ------- | ---------- | --------------- |
| Rin Nakaoki      | 中沖凜   | Rinrin  | 14 mars 2001      | 23 ans | Toyama            | -       | 1e         | 31 déc. 2018    |
| Riko Hashimura   | 橋村理子 | Rikko   | 31 janvier 2000   | 25 ans | Tokyo             | -       | 1e         | 29 juillet 2019 |
| Mayu Yoshikawa   | 吉川茉優 | Maachan | 28 mai 1998       | 26 ans | Akita             | Vert    | 1e         | 22 mai 2022     |
| Chihiro Nakagawa | 中川千尋 | Chiiko  | 13 septembre 2004 | 20 ans | Shizuoka          | Rose    | 2e         | 30 avril 2023   |
| Niina Morinaga   | 森永新菜 | Niina   | 16 juin 2001      | 23 ans | Tokyo             | Violet  | 3e         | 30 avril 2023   |

## Discographie

### Singles
1. 15 août 2017 : Sun! ×3 / Ni no Ashi Dancing (Sun!×3/二の足Dancing?)
2. 1er janvier 2018 : Doshaburi no Terrace Seki / Fuyu Totetote (どしゃぶりのテラス席/フユトテトテ?)
3. 1er mai 2018 : Tte Iu Hatsukoi no Oyakusoku / Happeace LOVE♡ (っていう初恋のお約束/ハッピースLOVE♡?)
4. 7 août 2018 : Zenbu Seishun! / Angel Enjite 20nen (全部青春!/エンジェル演じて20年?)
5. 25 décembre 2018 : Kakatte Kinasai / OVER DRIVE (かかって来なさい/OVER DRIVE?)
6. 2 avril 2019 : We are Winner! / Starting Over (We are Winner!/スターティングオーバー?)
7. 13 août 2019 : Be Lonely Together
8. 7 janvier 2020 : Sekai de Ichiban Kawaii Idol / Shi.te.ru.mo.n (世界で一番かわいいアイドル/し・て・る・も・ん?)
9. 20 octobre 2020 : Donomichi Happy! / Ame ni utaeba / Ai ni tsuite Kangaeru yo / End Roll (どのみちハッピー!/雨に唄えば/愛について考えるよ/エンドロール?)
10. 16 février 2021 : Tsuyogari no Rairairai / Semete Semete / Paaree~ / Glass no Junjou (強がりライライライ / セメテセメテ / ぱーれぇ～ / ガラスの純情?)

### Album
1. 12 novembre 2019 : Aoharu 1st

### Sources
- (jp) Cet article est partiellement ou en totalité issu de l’article de Wikipédia en japonais intitulé « アップアップガールズ（2） » (voir la liste des auteurs).